# 和田浦海水浴場
和田浦海水浴場（わだうらかいすいよくじょう）は千葉県南房総市にある海水浴場である。海水の透明度は高く、波も穏やか。
1998年（平成10年）に「日本の水浴場55選」に、2001年（平成13年）に「日本の水浴場88選」に、2006年（平成18年）に環境省による快水浴場百選に選定された。

## 海開き
例年7月下旬から8月下旬

## 施設
- 海の家・・・なし(2019年）
- 駐車場・・・50台（無料）

## 交通
JR内房線和田浦駅から徒歩5分